# European Amputee Football Federation
L'European Amputee Football Federation (in italiano Federazione calcistica europea per amputati), meglio nota con l'acronimo EAFF, è un'associazione calcistica che raccoglie le squadre nazionali del continente europeo. Ad essa afferisce l'organizzazione del Campionato europeo di calcio per amputati e dell'EAFF Amputee Football Champions League.

## Federazioni affiliate
- Nazionale turca calcio amputati
- Nazionale spagnola calcio amputati
- Nazionale tedesca calcio amputati
- Nazionale georgiana calcio amputati
- Nazionale polacca calcio amputati
- Nazionale italiana calcio amputati
- Nazionale francese calcio amputati
- Nazionale belga calcio amputati
- Nazionale russa calcio amputati
- Nazionale inglese calcio amputati
- Nazionale irlandese calcio amputati
- Nazionale greca calcio amputati